# (308) Polyxo
(308) Polyxo ist ein Asteroid des mittleren Hauptgürtels, der am 31. März 1891 vom französischen Astronomen Alphonse Louis Nicolas Borrelly am Observatoire de Marseille entdeckt wurde.
Der Asteroid wurde benannt nach Polyxo, einer Priesterin des Apollontempels auf Lemnos und Amme der Königin Hypsipyle. Sie riet den Lemnischen Frauen, ihre Ehemänner zu ermorden, und schlug Hypsipyle vor, die Argonauten willkommen zu heißen, damit sie mit den Lemnischen Frauen Söhne zeugten und das Volk nicht aussterbe. Polyxo ist auch der Name einer der Hyaden, die ursprünglich Nymphen, Töchter des Atlas und der Okeanide Aithra, gewesen sein sollen. Diese zweite Interpretation erscheint wahrscheinlicher, da Borrelly mit (322) Phaeo einen weiteren Asteroiden nach einem Hyadenmitglied benannte.

## Wissenschaftliche Auswertung
Mit Daten radiometrischer Beobachtungen im Infraroten am Cerro Tololo Inter-American Observatory in Chile im Jahr 1974 wurden für (308) Polyxo erstmals Werte für den Durchmesser und die Albedo von 153 km und 0,03 bestimmt. Eine Beobachtung im September 1975 am Kitt-Peak-Nationalobservatorium in Arizona ergab Werte von 133 km und 0,04. Aus Ergebnissen der IRAS Minor Planet Survey (IMPS) wurden 1992 Angaben zu Durchmesser und Albedo für zahlreiche Asteroiden abgeleitet, darunter auch (308) Polyxo, für die damals Werte von 140,7 km bzw. 0,05 erhalten wurden. Eine Auswertung von Beobachtungen durch das Projekt NEOWISE im nahen Infrarot führte 2011 zu vorläufigen Werten für den Durchmesser und die Albedo im sichtbaren Bereich von 144,4 km bzw. 0,05. Nachdem die Werte nach neuen Messungen mit NEOWISE 2012 auf 142,1 km bzw. 0,05 geändert worden waren, wurden sie 2014 auf 128,6 km bzw. 0,06 korrigiert. Nach der Reaktivierung von NEOWISE im Jahr 2013 und Registrierung neuer Daten wurden die Werte 2015 mit 106,0 km bzw. 0,09 angegeben, diese Angaben beinhalten aber hohe Unsicherheiten.
Spektroskopische Beobachtungen von (308) Polyxo am 15. und 17. April 1997 mit dem Photopolarimeter ISOPHOT des Weltraumteleskops Infrared Space Observatory (ISO) wurden zu einem Durchmesser von 151 ± 7 km und einer Albedo von 0,04 ausgewertet. Das Spektrum zeigte Ähnlichkeiten zu einem Meteoriten aus kohligem Chondrit-Material mit möglichen wässrigen Veränderungsprozessen. Eine thermophysikalische Modellierung mit Daten des Short Wavelength Spectrometer (SWS) an Bord von ISO vom 15. April 1997 erbrachte in einer Untersuchung von 2004 entsprechende Werte von 142 ± 5,5 km bzw. 0,05.
Photometrische Messungen des Asteroiden fanden erstmals statt vom 9. bis 15. Mai 1978 am La-Silla-Observatorium in Chile. Aus der aufgezeichneten Lichtkurve wurde eine Rotationsperiode von 12,03 h abgeleitet. Bei Beobachtungen während drei Nächten vom 27. August bis 29. September 1979 am Table Mountain Observatory in Kalifornien wurden sowohl Rotationsperioden von etwa 8 als auch 12 Stunden für möglich angesehen. Aus der aufgezeichneten Lichtkurve wurde dann eine Rotationsperiode von 12,02 h abgeleitet.
Eine weitere lückenhafte Lichtkurve wurde bei Messungen am 11. und 12. Juni 2010 am Hunters Hill Observatory in Australien registriert, sie wurde zu einer Periode von 12,01 h ausgewertet, während photometrische Beobachtungen von (308) Polyxo während drei Nächten vom 7. Januar bis 15. Februar 2013 am Osservatorio Astronomico della Regione Autonoma Valle d’Aosta (OAVdA) in Italien zur Bestimmung einer Rotationsperiode von 12,032 h führten.
Bei Asteroiden mit Rotationsperioden von ungefähr einem halb- oder ganzzahligen Erdtag kann an einem Observatorium oft nur eine unvollständige Lichtkurve aufgenommen werden, da in jeder Nacht immer wieder derselbe Abschnitt der Lichtkurve erfasst wird. Daher wurde in einer koordinierten Zusammenarbeit über einen längeren Zeitraum zwischen dem Organ Mesa Observatory in New Mexico und dem Observatorium Bassano Bresciano in Italien während sieben Nächten vom 11. Februar bis 18. April 2014 eine sehr detaillierte Lichtkurve aufgezeichnet, aus der eine Rotationsperiode von 12,029 h bestimmt werden konnte.
Aus photometrischen Daten der Jahre 1978–2018 in Verbindung mit Daten von Gaia wurde dann in einer Untersuchung von 2020 mit dem Algorithmus Shaping Asteroids with Genetic Evolution (SAGE) erstmals ein dreidimensionales Gestaltmodell des Asteroiden für zwei alternative Positionen der Rotationsachse mit prograder Rotation und einer Periode von 12,02959 h erstellt. Die Modelle für beide Rotationsachsen passten gleichermaßen gut zu den Beobachtungsdaten von drei Sternbedeckungen in den Jahren 2000, 2004 und 2010, woraus sich Durchmesser von 125–133 km ableiten ließen. Eine Anwendung thermophysikalischer Modelle ergab einen geringfügig größeren Durchmesser von etwa 139 km.
Weitere photometrische Messungen erfolgten vom 6. Dezember 2021 bis 14. Januar 2022 im Rahmen einer Zusammenarbeit von sieben Observatorien der Grupo de Observadores de Rotaciones de Asteroides (GORA) in Argentinien, Spanien und Italien. Trotz der Nähe der Rotationsperiode von (308) Polyxo zu einem halben Erdtag konnte durch die große Entfernung zwischen den Observatorien auch hier wieder eine vollständige Lichtkurve registriert werden, deren Auswertung zu einer Periode von 12,031 h führte.
Auswertungen von Gaia DR3-Daten der Begegnung von (308) Polyxo mit dem kleinen Asteroiden (70464) 1999 TP29 am 9. Juli 2009 bis auf etwa 154.000 km Abstand bei einer Relativgeschwindigkeit von 1,8 km/s ergaben in einer Untersuchung von 2023 Werte für die Masse und Dichte von (308) Polyxo von 3,05·1018 kg bzw. 2,74 g/cm³ mit einer Unsicherheit von ±9 %.